# Quận Jackson, Minnesota
Quận Jackson là một quận Minnesota, Hoa Kỳ. Quận lỵ đóng ở Jackson6. Theo điều tra dân số năm 2000 của Cục Thống kê Dân số Hoa Kỳ, quận có dân số người 2.

## Địa lý
Theo Cục Thống kê Dân số Hoa Kỳ, quận có diện tích tổng cộng 1863 km2, trong đó có 46 km2 là diện tích mặt nước.